# Strategic Arms Limitation Talks
Strategic Arms Limitation Talks, SALT, var två omgångar av förhandlingar och avtal mellan USA och Sovjetunionen om vapenbegränsning. SALT 1 pågick mellan 1969 och 1972 och SALT 2 mellan 1972 och 1979.

## ABM-avtalet
Förhandlingarna inleddes den 17 november 1969 i Helsingfors och följande förhandlingar ägde rum antingen i Helsingfors eller Wien. Inledningsvis var positionerna låsta men i maj 1971 kunde man komma överens om en begränsning av luftvärnsvapen. Den 26 maj 1972 kunde USA:s president Richard Nixon och generalsekreteraren för Sovjetunionens kommunistparti Leonid Brezjnev underteckna ett nedrustningsfördrag som fick namnet ABM-avtalet. Man kom också överens om att fortsätta förhandlingarna om nedrustning.

## SALT II-avtalet
De fortsatta förhandlingarna rörde nedrustning av strategiska kärnvapen. Den 18 juni 1979 undertecknade USA:s president Jimmy Carter och Leonid Brezjnev ett fördrag om nedrustning. Sex månader senare invaderade Sovjetunionen Afghanistan och den amerikanska senaten ratificerade därför aldrig fördraget. Även om fördraget därför formellt aldrig blev bindande höll båda parter sig ändå till överenskommelsen. USA:s president Ronald Reagan sade upp SALT II-avtalet den 26 maj 1986 och överskred senare samma år gränserna för antalet missiler som angavs i avtalet.